# Stempellina johni
Stempellina johni är en tvåvingeart som beskrevs av C. John M. Glover 1973. Stempellina johni ingår i släktet Stempellina och familjen fjädermyggor. Inga underarter finns listade i Catalogue of Life.